# Agnieszka Radwańska
Agnieszka Roma Radwańska, född 6 mars 1989 i Kraków, Polen, är en polsk högerhänt före detta professionell tennisspelare. Hennes tränare var Tomasz Wiktorowski.

## Tidiga år
Agnieszka Radwańska kommer från en idrottsfamilj: hennes farfar Władysław (25 maj 1932 – 11 augusti 2013) var en hockeyspelare och tränare för hockeylaget KS. Både hennes far och tidigare tränare/manager Robert Radwański var tennisspelare i KS Nadwiślan Krakow. Hennes mamma, Marta, hanterar både Agnieszkas och yngre systern Urszulas ekonomi. Fram till år 2016 representerade båda systrarna Nadwiślan KS.
Agnieszka föddes i Kraków men de första levnadsåren tillbringade familjen i Tyskland, där hennes far var tränare på klubben Grün-Gold Gronau. Där lärde sig Agnieszka även att spela tennis. Hon återvände med sin familj till Polen år 1995. Under uppväxten spelade hon huvudsakligen på grusunderlag i en tysk klubb där fadern var tennislärare. Hon utvecklades under faderns ledning till en utpräglad baslinjespelare med forehand som bästa slag. Hon spelade trots detta framgångsrikt oavsett underlag och har vunnit titlar på alla typer av underlag. Hennes mål var att en gång bli världsetta.
Hon tog examen från Nikolaus Kopernikus-gymnasiet i Kraków och år 2009 började hon studera turism och rekreation vid Bronisław Czechs Akademi för Idrott och Hälsa i Kraków, där även systern Urszula studerade. Den 11 december 2017 försvarade båda systrarna framgångsrikt sina kandidatexamensarbeten.
Hennes familj och nära vänner kallar henne för Isia. Hon har även benämnts familjärt under samma smeknamn i polsk media.

## Tidiga tenniskarriären
Radwańskas första kontakt med sporten skedde i Gronau, Tyskland. Vid sex års ålder hade hon redan vunnit sin första knatteturnering där hennes fyraåriga syster Urszula också tog hem fjärdeplatsen. Hennes far var systrarnas tränare under junior-åren och de åkte iväg på tävlingar såväl inrikes som utrikes. År 2003 nådde Radwańska sin första juniorfinal i Zabrze, Polen, där hon vann över sin slovakiska kollega på tennistouren, Magdaléna Rybáriková (4–6, 4–6). Året därpå, 2004, vann hon två juniorturneringar i både Zabrze och Gdynia i Polen, samt i fyra dubbel-turneringar i Zabrze, Gdynia, Prag och Bergheim.
År 2005 blev Radwańska officiellt tennisproffs enligt tennisrankingen och skördade stora framgångar i både singel och dubbel, tillsammans med sin yngre syster.
I oktober 2005 hamnade hon tillsammans med Urszula och sin landsman Maksymiliana Wandel i Junior Fed Cup. I finalen i Barcelona besegrade det polska laget Frankrike med 2-0. Hela säsongen hade Radwańska dessutom vunnit i Bratislava och Halle samt nått till final i Prerow och Halle. Dessutom vann hon junior-Wimbledon 2005.
Under första halvåret 2006 spelade Radwańska huvudsakligen i ITF-turneringar och i april 2006 nådde hon final i franska Dinan. Med en rankingplats på 306 debuterade Radwańska i WTA Tour-serien i May J & S-Cup 2006 i Warszawa tack vare ett wild card av arrangörerna. I första omgången eliminerade hon tolvrankade Anastasyia Myskina med 6–4, 4–6, 6–4 och i andra omgången besegrade hon Klára Koukalova och var i kvartsfinal. Efter att ha vunnit det första setet blev hon där besegrad av då niorankade Jelena Diemientjev med 7–5, 3–6, 1–6.
Radwańska vann även Franska Öppna 11 juni 2006 förlustfritt och tog därmed även sin andra Grand Slam under karriären. Efter vinsten blev hon, som första polska, etta på ITF-rankingen i kategorin 18 år.
Efter vinsten i junior-Wimbledon 2005 fick hon ett wild card till Wimbledon 2006 där hon nådde åttondelsfinal efter 2–6, 2–6-förlust mot andrarankade Kim Clijsters.

## Tenniskarriären
Radwańska blev professionell WTA-spelare i april 2005 och har under hennes 13-åriga karriär spelat 863 matcher. Hon har vunnit 20 WTA-turneringar och över 500 matcher. Wimbledonfinalen 2012 och Mastersturneringen 2015. Hon har den bästa volleyn i världen och är berömd för sitt spektakulära spel.
Radwańska vann sin första WTA-titel i singel i Stockholm (Nordea Nordic Light Open) i augusti 2007 då hon finalbesegrade Vera Dusjevina (6–1, 6–1).
Under tredje ronden i US Open år 2007 vann hon mot Maria Sharapova och det var en viktig match i hennes karriär. Året därpå vann hon tre WTA turneringar.
Säsongen 2008 fick Radwańska sitt genombrott och vann i juli tre titlar och förbättratde sin ranking från nummer 26 till nummer 10 under säsongen. I februari finalbesegrade hon Jill Craybas i Pattaya Women's Open med 6–2, 1–6, 7–6(4). I maj 2008 vann hon grusturneringen i Istanbul då hon finalbesegrade världssexan Jelena Dementieva (6–3, 6–2). I juni vann hon finalen i Eastbourne på gräs över ryskan Nadia Petrova (6–4, 6–7(11), 6–4). Radwańska har också  vunnit karriärsegrar över spelare som Svetlana Kuznetsova och Marija Sjarapova. I Grand Slam-turneringar har hon haft betydande framgångar. Hon nådde kvartsfinal i Australiska öppna 2008, som hon dock förlorade mot Daniela Hantuchova. Sommaren 2008 spelade hon kvartsfinal i Wimbledonmästerskapen men förlorade mot blivande finalisten Serena Williams.
I dubbel vann hon totalt tre titlar tillsammans med sin yngre syster Urszula Radwańska.
Agnieszka Radwańska deltog i det polska Fed Cup-laget 2006-08 och har spelat 13 matcher av vilka hon vunnit 11.
2010 visade det sig att Radwańska inte kom överens med sin pappa som var hennes tränare. Under French Open filmades ett bråk med hennes pappa. Hon anställde istället Tomasz Wiktorowski och redan 2011 vann hon tre WTA-turneringar och spelade i Mastersfinalen. Under flera år rankades hon bland topp-tio. I juli 2012 avancerade hon till Wimbledonfinalen och förlorade endast mot Serena Williams. Under prisceremonin applåderade Serena sin unga rival.
Efter en månad kom hon tillbaka till Wimbledon som kandidat till en OS-medalj. Redan i första omgången förlorade hon mot Julia Georges. Agnieszka uttalade dessutom att endast Openturneringar räknas för hennes del. Uttalandet mötte en våg av kritik från både media och publik. Hon blandade sig i politiken, kommenterade katastrofen i Smolensk och kritiserade regeringen.
Hennes deltagande i ”Body Issue” för ESPN TV utan kläder väckte kontrovers. Trots att inslaget gällde hälsa kritiserades hon av Polens högerpartier.
Agnieszkas spel låg på topp trots skandalerna. Under en lång period låg hon tvåa i rankingen.
Hon visade hög kvalité genom att ta sig till semifinalen i Australiska öppna. Hon kunde inte slå Williams men var bättre än Sjarapova.
I juli 2015 spelade hon i Wimbledons semifinal, under hösten vann hon i Tokyo och Trencin. Hon kvalificerade sig till WTA-finalen i Singapore men förlorade både mot Sjarapova och mot Pennetta och var nära att åka ur turneringen. För att segra behövde hon vinna samtliga set mot Halep. Agnieszka vann Hela WTA och lyckotårar rann under prisutdelningen.
Hon har vunnit WTA Shot of the Year 2013 för slag mot Flipkens i Miami, 2014 för shot mot Makarova i Montreal, 2015 för shot mot Kvitova i Singapore, 2016 för shot mot Niculescu i Indian Wells och 2017 för shot mot Georges i Wuhan.
2018 var hon tvåa efter Simona Halep (48 procent). Hon fick 31 procents röster av fans från hela världen för poäng i matchen mot Beatriz Haddad Maia i Auckland.
I november 2018 meddelade Radwańska att hon avslutar proffskarriären på grund av senare års skador, som gjort att hon anser sig inte ha den fysiken som krävs för spel på toppnivå.

## Efter tenniskarriären
Efter att tenniskarriären avslutats har Agnieszka satsat på lyxlägenheter i sin födelsestad Kraków. Tio lyxlägenheter har inretts efter tio olika städer där Agnieszka nått störst framgång inom tennis. I varje lägenhet finns minnessaker som signerade bollar, foton och racketar från den stad och tennistävling lägenheten representerar. Gäster som bor i lägenheterna ska kunna insupa atmosfären från varje stad: Miami, Singapore, Dubai, Istanbul, Tianjin, Tokyo, Montreal, Sydney, Beijing, och Wimbledon.
Agnieszka har förärats medaljen Polonia Restituta av Polens President Andrzej Duda för utomordentliga prestationer inom sport och för främjandet av Polen utomlands.
Agnieszka är (2019) ansiktet utåt för hudvårdsföretaget Nivea i Polen, entreprenörsbolaget Profbud och Lexus Polen.
Framtidsplaner
I sina framtidsplaner har Agnieszka önskemål om en hotellkedja i Polens största städer men även att redan nästa säsong (hösten 2019) arbeta som TV-presentatör.
Erbjudanden för arbete inom politiken där hon främst ska propagera polsk tennis har redan kommit.

## WTA-titlar

### Singelspel 28 (20-8)
| Slutresultat | Placering | Datum               | Turnering    | Underlag   | Motståndare              | Matchresultat     |
| Vinnare      | 1.        | 5 augusti 2007      | Stockholm    | Hard court | Wiera Duszewina          | 6:1, 6:1          |
| Vinnare      | 2.        | 4 februari 2008     | Pattaya      | Hard court | Jill Craybas             | 6:2, 1:6, 7:6(4)  |
| Vinnare      | 3.        | 24 maj 2008         | Istanbul     | Grus       | Jelena Diemientjewa      | 6:3, 6:2          |
| Vinnare      | 4.        | 21 juni 2008        | Eastbourne   | Gräs       | Nadieżda Pietrowa        | 6:4, 6:7(11), 6:4 |
| Finalist     | 1.        | 11 oktober 2009     | Peking       | Hard court | Swietłana Kuzniecowa     | 2:6, 4:6          |
| Finalist     | 2.        | 8 augusti 2010      | San Diego    | Hard court | Swietłana Kuzniecowa     | 4:6, 7:6(7), 3:6  |
| Vinnare      | 5.        | 7 augusti 2011      | San Diego    | Hard court | Wiera Zwonariowa         | 6:3, 6:4          |
| Vinnare      | 6.        | 1 października 2011 | Tokyo        | Hard court | Wiera Zwonariowa         | 6:3, 6:2          |
| Vinnare      | 7.        | 9 oktober 2011      | Peking       | Hard court | Andrea Petković          | 7:5, 0:6, 6:4     |
| Vinnare      | 8.        | 25 februari 2012    | Dubai        | Hard court | Julia Görges             | 7:5, 6:4          |
| Vinnare      | 9.        | 31 mars 2012        | Miami        | Hard court | Marija Szarapowa         | 7:5, 6:4          |
| Vinnare      | 10.       | 26 maj 2012         | Bryssel      | Grus       | Simona Halep             | 7:5, 6:0          |
| Finalist     | 3.        | 7 februari 2012     | Wimbledon    | Gräs       | Serena Williams          | 1:6, 7:5, 2:6     |
| Finalist     | 4.        | 29 september 2012   | Tokyo        | Hard court | Nadieżda Pietrowa        | 0:6, 6:1, 3:6     |
| Vinnare      | 11.       | 5 januari 2013      | Auckland     | Hard court | Yanina Wickmayer         | 6:4, 6:4          |
| Vinnare      | 12.       | 11 januari 2013     | Sydney       | Hard court | Dominika Cibulková       | 6:0, 6:0          |
| Finalist     | 5.        | 28 juli 2013        | Stanford     | Hard court | Dominika Cibulková       | 6:3, 4:6, 4:6     |
| Vinnare      | 13.       | 22 september 2013   | Seoul        | Hard court | Anastasija Pawluczenkowa | 6:7(6), 6:3, 6:4  |
| Finalist     | 6.        | 16 mars 2014        | Indian Wells | Hard court | Flavia Pennetta          | 2:6, 1:6          |
| Vinnare      | 14.       | 10 augusti 2014     | Montreal     | Hard court | Venus Williams           | 6:4, 6:2          |
| Finalist     | 7.        | 27 juni 2015        | Eastbourne   | Gräs       | Belinda Bencic           | 4:6, 6:4, 0:6     |
| Vinnare      | 15.       | 27 september 2015   | Tokyo        | Hard court | Belinda Bencic           | 6:2, 6:2          |
| Vinnare      | 16.       | 18 oktober 2015     | Tianjin      | Hard court | Danka Kovinić            | 6:1, 6:2          |
| Vinnare      | 17.       | 1 november 2015     | Singapore    | Soft court | Petra Kvitová            | 6:2, 4:6, 6:3     |
| Vinnare      | 18.       | 9 januari 2016      | Shenzhen     | Hard court | Alison Riske             | 6:3, 6:2          |
| Vinnare      | 19.       | 27 augusti 2016     | New Haven    | Hard court | Elina Switolina          | 6:1, 7:6(3)       |
| Vinnare      | 20.       | 9 oktober 2016      | Peking       | Hard court | Johanna Konta            | 6:4, 6:2          |
| Finalist     | 8.        | 13 januari 2017     | Sydney       | Hard court | Johanna Konta            | 4:6, 2:6          |

### Dubbelspel 4 (2-2)
| Slutresultat | Placering | Datum            | Turnering   | Underlag   | Partner            | Motståndare                    | Resultat          |
| Vinnare      | 1.        | 21 maj 2007      | Istanbul    | Grus       | Urszula Radwańska  | Chan Yung-jan Sania Mirza      | 6:1, 6:3          |
| Finalist     | 1.        | 21 februari 2009 | Dubai       | Hard court | Marija Kirilenko   | Cara Black Liezel Huber        | 3:6, 3:6          |
| Finalist     | 2.        | 9 augusti 2009   | Los Angeles | Hard court | Marija Kirilenko   | Chuang Chia-jung Yan Zi        | 0:6, 6:4, 7–10    |
| Vinnare      | 2.        | 3 april 2011     | Miami       | Hard court | Daniela Hantuchová | Nadieżda Pietrowa Liezel Huber | 7:6(5), 2:6, 10–8 |